# The One (singolo Elton John)
The One è un brano scritto ed interpretato da Elton John, estratto come singolo dall'omonimo album, uscito nel 1992. Il testo è stato composto da Bernie Taupin. È una delle sue hits più conosciute.

## Il testo e la melodia
Il testo è stato definito dallo stesso Elton (nella VHS World Tour 1992/93 - Video Tour Book) come uno dei più belli mai scritti dal paroliere, perché può riferirsi all'amore, alla fede, a una donna e in generale a tutto ciò che si può amare e dalla quale si può essere amati: quindi, ripropone tematiche strettamente personali e universalistiche a scapito del particolarismo. Il verso "For each man in his time is Cain/Until he walks along the beach", molto amato da John, riproduce le condizioni della superstar al momento della produzione dell'album, inteso dalla critica come uno dei più maturi del musicista inglese: infatti, Elton si è appena disintossicato e liberato da tutta una serie di fantasmi che lo avevano perseguitato. Dopo aver sviluppato una maturità e una rinnovata quiete interiore, libera la sua vita dagli eccessi e questa serenità si intravede chiaramente nella melodia del brano in questione: basata prevalentemente sul pianoforte, inaugura un nuovo periodo nella carriera di Elton John, che da allora inizierà a privilegiare le ballate a scapito del rock che aveva caratterizzato il periodo d'oro degli anni '70. Il sound elettronico della canzone non ne scalfisce l'unicità; particolarmente degno di nota l'accompagnamento strumentale delle tastiere suonate da Elton, che si può ascoltare nella parte centrale del brano e in quella finale.
The One raggiunse la decima posizione nelle classifiche inglesi, la nona nella classifica statunitense Billboard Hot 100 e la seconda in quella italiana.

## I singoli
Maxi CD
1. The One (edit) — 4:30
2. Suit of Wolves — 5:38
3. Fat Boys and Ugly Girls — 4:12

Singolo 7"
1. The One (edit)
2. Suit of Wolves

## Classifiche
| Classifica (1992)                            | Posizione più alta |
| -------------------------------------------- | ------------------ |
| Australia                                    | 15                 |
| Austria                                      | 11                 |
| Canada                                       | 1                  |
| Paesi Bassi                                  | 14                 |
| Francia                                      | 3                  |
| Germania                                     | 20                 |
| Irlanda                                      | 8                  |
| Italia                                       | 2                  |
| Norvegia                                     | 3                  |
| Svezia                                       | 29                 |
| Svizzera                                     | 5                  |
| Official Singles Chart                       | 10                 |
| U. S. Billboard Hot 100                      | 9                  |
| U.S. Billboard Hot Adult Contemporary Tracks | 1                  |
| U.S. Billboard Top 40 Mainstream             | 6                  |